# Mont Kikizi
Le mont Kikizi (aussi orthographié Gikisi ou Gikizi) est l'une des plus hautes montagnes du Burundi. Son sommet culmine à 2 145 m. Il se dresse dans le Sud-Est du pays, entre les villes de Rutana, de Rutovu et de Kinyinya (en). 
La source de la rivière Ruvyironza provient du mont Kikizi,. Elle a été identifiée par Burkhart Waldecker (en) comme étant une des sources du Nil Blanc, et la plus méridionale. 
Sur un promontoire de la montagne se trouve une pyramide qui aurait été érigée par Burkhart Waldecker, lorsqu'il trouva la source, ou par les autorités locales.